# Ptinus torretassoi
Ptinus torretassoi là một loài bọ cánh cứng trong họ Ptinidae. Loài này được Pic mô tả khoa học năm 1934.